# Infinitivus futuri
De infinitivus futuri is het hele werkwoord (infinitief) van de toekomende tijd (futurum) in het Latijn. Deze wordt gevormd door bij het P.F.A. het werkwoord esse toe te voegen: vocare, vocaturus, vocaturus esse; mittere, missurus, missurus esse. Men vertaalt deze vorm als te zullen roepen, respectievelijk te zullen sturen.

## Infinitivus van het futurum in de a.c.i.
De infinitivus van het futurum komt verreweg het meest voor in een a.c.i.-constructie en hierbij geeft deze vorm aan dat de handeling later plaatsvindt dan het moment van zeggen. De infinitivus van het futurum past zich aan het geslacht en naamval van de subjectsaccusativus aan (-urus, ura, urum).
- Dico Marcum venturum esse. - Ik zeg dat Marcus zal komen.
- Dicebam Marcum venturum esse. - Ik zei dat Marcus zou komen.
- Dicebam Corneliam venturam esse. - Ik zei dat Cornelia zou komen.